# Lista över fornlämningar i Gotlands kommun (Vamlingbo)
Lista över fornlämningar i Gotlands kommun (Vamlingbo) är en förteckning av ett urval av de fornlämningar som finns i Vamlingbo i Gotlands kommun.
| Namn                                 | Lämningstyp                      | Tillkomsttid | Historisk indelning | Plats | Läge                 | ID-nr          | Bild                                      |
| ------------------------------------ | -------------------------------- | ------------ | ------------------- | ----- | -------------------- | -------------- | ----------------------------------------- |
| Vamlingbo 1:2                        | Stensättning                     |              | Vamlingbo, Gotland  |       | 56.951961, 18.164472 | 10097400010002 | Ladda upp en bild av detta fornminne      |
| Vamlingbo 1:3                        | Stensättning                     |              | Vamlingbo, Gotland  |       | 56.951958, 18.164651 | 10097400010003 | Ladda upp en bild av detta fornminne      |
| Vamlingbo 4:2                        | Stensättning                     |              | Vamlingbo, Gotland  |       | 56.920365, 18.225397 | 10097400040002 | Ladda upp en bild av detta fornminne      |
| Vamlingbo 4:3                        | Grav markerad av sten/block      |              | Vamlingbo, Gotland  |       | 56.920324, 18.225081 | 10097400040003 | Ladda upp en bild av detta fornminne      |
| Vamlingbo 5:1                        | Röse                             |              | Vamlingbo, Gotland  |       | 56.925105, 18.233295 | 10097400050001 | Ladda upp en bild av detta fornminne      |
| Vamlingbo 6:2                        | Stensättning                     |              | Vamlingbo, Gotland  |       | 56.961928, 18.176152 | 10097400060002 | Ladda upp en bild av detta fornminne      |
| Vamlingbo 6:3                        | Stensättning                     |              | Vamlingbo, Gotland  |       | 56.962018, 18.176197 | 10097400060003 | Ladda upp en bild av detta fornminne      |
| Vamlingbo 8:1                        | Gravfält                         |              | Vamlingbo, Gotland  |       | 56.963650, 18.171825 | 10097400080001 | Ladda upp en bild av detta fornminne      |
| Vamlingbo 9:2                        | Stensättning                     |              | Vamlingbo, Gotland  |       | 56.961898, 18.171036 | 10097400090002 | Ladda upp en bild av detta fornminne      |
| Vamlingbo 9:3                        | Stensättning                     |              | Vamlingbo, Gotland  |       | 56.961807, 18.171018 | 10097400090003 | Ladda upp en bild av detta fornminne      |
| Vamlingbo 10:2                       | Stensättning                     |              | Vamlingbo, Gotland  |       | 56.974767, 18.191532 | 10097400100002 | Ladda upp en bild av detta fornminne      |
| Vamlingbo 11:2                       | Husgrund, förhistorisk/medeltida |              | Vamlingbo, Gotland  |       | 56.976247, 18.202299 | 10097400110002 | Ladda upp en bild av detta fornminne      |
| Vamlingbo 11:3                       | Husgrund, förhistorisk/medeltida |              | Vamlingbo, Gotland  |       | 56.976218, 18.202552 | 10097400110003 | Ladda upp en bild av detta fornminne      |
| Vamlingbo 11:4                       | Husgrund, förhistorisk/medeltida |              | Vamlingbo, Gotland  |       | 56.975984, 18.202342 | 10097400110004 | Ladda upp en bild av detta fornminne      |
| Vamlingbo 12:1                       | Husgrund, förhistorisk/medeltida |              | Vamlingbo, Gotland  |       | 56.954165, 18.263162 | 10097400120001 | Ladda upp en bild av detta fornminne      |
| Vamlingbo 14:1                       | Röse                             |              | Vamlingbo, Gotland  |       | 56.992139, 18.205887 | 10097400140001 | Ladda upp en bild av detta fornminne      |
| Vamlingbo 15:1                       | Röse                             |              | Vamlingbo, Gotland  |       | 56.997689, 18.211663 | 10097400150001 | Ladda upp en bild av detta fornminne      |
| Vamlingbo 16:2                       | Stensättning                     |              | Vamlingbo, Gotland  |       | 57.000335, 18.212614 | 10097400160002 | Ladda upp en bild av detta fornminne      |
| Vamlingbo 16:3                       | Stensättning                     |              | Vamlingbo, Gotland  |       | 57.000422, 18.212523 | 10097400160003 | Ladda upp en bild av detta fornminne      |
| Vamlingbo 17:1                       | Hällristning                     |              | Vamlingbo, Gotland  |       | 57.001889, 18.207817 | 10097400170001 | Ladda upp en bild av detta fornminne      |
| Vamlingbo 19:1                       | Röse                             |              | Vamlingbo, Gotland  |       | 57.003915, 18.215641 | 10097400190001 | Ladda upp en bild av detta fornminne      |
| Vamlingbo 20:1                       | Gravfält                         |              | Vamlingbo, Gotland  |       | 57.004598, 18.214816 | 10097400200001 | Ladda upp en bild av detta fornminne      |
| Vamlingbo 21:1                       | Röse                             |              | Vamlingbo, Gotland  |       | 57.005445, 18.215651 | 10097400210001 | Ladda upp en bild av detta fornminne      |
| Vamlingbo 22:1                       | Stensättning                     |              | Vamlingbo, Gotland  |       | 57.006409, 18.216232 | 10097400220001 | Ladda upp en bild av detta fornminne      |
| Vamlingbo 23:2                       | Stensättning                     |              | Vamlingbo, Gotland  |       | 57.006638, 18.216432 | 10097400230002 | Ladda upp en bild av detta fornminne      |
| Vamlingbo 23:3                       | Stenkammargrav                   |              | Vamlingbo, Gotland  |       | 57.006696, 18.216378 | 10097400230003 | Ladda upp en bild av detta fornminne      |
| Vamlingbo 25:1                       | Stensättning                     |              | Vamlingbo, Gotland  |       | 57.011944, 18.229748 | 10097400250001 | Ladda upp en bild av detta fornminne      |
| Vamlingbo 26:1                       | Röse                             |              | Vamlingbo, Gotland  |       | 57.010840, 18.229611 | 10097400260001 | Ladda upp en bild av detta fornminne      |
| Vamlingbo 27:1                       | Röse                             |              | Vamlingbo, Gotland  |       | 57.009505, 18.228559 | 10097400270001 | Ladda upp en bild av detta fornminne      |
| Vamlingbo 28:1                       | Röse                             |              | Vamlingbo, Gotland  |       | 57.009581, 18.224604 | 10097400280001 | Ladda upp en bild av detta fornminne      |
| Vamlingbo 29:2                       | Stensättning                     |              | Vamlingbo, Gotland  |       | 57.004485, 18.213154 | 10097400290002 | Ladda upp en bild av detta fornminne      |
| Vamlingbo 29:3                       | Stensättning                     |              | Vamlingbo, Gotland  |       | 57.004206, 18.213621 | 10097400290003 | Ladda upp en bild av detta fornminne      |
| Vamlingbo 31:1                       | Röse                             |              | Vamlingbo, Gotland  |       | 56.922582, 18.231450 | 10097400310001 | Ladda upp en bild av detta fornminne      |
| Vamlingbo 32:2                       | Grav markerad av sten/block      |              | Vamlingbo, Gotland  |       | 56.931766, 18.252803 | 10097400320002 | Ladda upp en bild av detta fornminne      |
| Vamlingbo 33:1                       | Gravfält                         |              | Vamlingbo, Gotland  |       | 56.939937, 18.287916 | 10097400330001 | Ladda upp en bild av detta fornminne      |
| Vamlingbo 36:2                       | Stensättning                     |              | Vamlingbo, Gotland  |       | 56.929268, 18.248106 | 10097400360002 | Ladda upp en bild av detta fornminne      |
| Vamlingbo 37:1                       | Husgrund, förhistorisk/medeltida |              | Vamlingbo, Gotland  |       | 56.979225, 18.272043 | 10097400370001 | Ladda upp en bild av detta fornminne      |
| Vamlingbo 37:2                       | Husgrund, förhistorisk/medeltida |              | Vamlingbo, Gotland  |       | 56.978975, 18.272165 | 10097400370002 | Ladda upp en bild av detta fornminne      |
| Vamlingbo 41:2                       | Stensättning                     |              | Vamlingbo, Gotland  |       | 57.003590, 18.248193 | 10097400410002 | Ladda upp en bild av detta fornminne      |
| Vamlingbo 43:1                       | Hällristning                     |              | Vamlingbo, Gotland  |       | 56.976649, 18.189398 | 10097400430001 | Ladda upp en bild av detta fornminne      |
| Vamlingbo 46:1                       | Stensättning                     |              | Vamlingbo, Gotland  |       | 56.977297, 18.211373 | 10097400460001 | Ladda upp en bild av detta fornminne      |
| Vamlingbo 47:2                       | Grav markerad av sten/block      |              | Vamlingbo, Gotland  |       | 56.977258, 18.215663 | 10097400470002 | Ladda upp en bild av detta fornminne      |
| Vamlingbo 47:3                       | Grav markerad av sten/block      |              | Vamlingbo, Gotland  |       | 56.977237, 18.215456 | 10097400470003 | Ladda upp en bild av detta fornminne      |
| Vamlingbo 47:4                       | Grav markerad av sten/block      |              | Vamlingbo, Gotland  |       | 56.977300, 18.215328 | 10097400470004 | Ladda upp en bild av detta fornminne      |
| Vamlingbo 50:1                       | Gravfält                         |              | Vamlingbo, Gotland  |       | 56.953214, 18.176338 | 10097400500001 | Ladda upp en bild av detta fornminne      |
| Vamlingbo 51:2                       | Stensättning                     |              | Vamlingbo, Gotland  |       | 56.953549, 18.163390 | 10097400510002 | Ladda upp en bild av detta fornminne      |
| Vamlingbo 52:1                       | Husgrund, förhistorisk/medeltida |              | Vamlingbo, Gotland  |       | 56.955507, 18.189033 | 10097400520001 | Ladda upp en bild av detta fornminne      |
| Vamlingbo 53:1                       | Hög                              |              | Vamlingbo, Gotland  |       | 56.962289, 18.255778 | 10097400530001 | Ladda upp en bild av detta fornminne      |
| Kastelle (Vamlingbo 54:1)            | Husgrund, förhistorisk/medeltida | 1200-talet   | Vamlingbo, Gotland  |       | 56.981691, 18.222387 | 10097400540001 | Ladda upp en till bild av detta fornminne |
| Vamlingbo 55:1                       | Borg                             |              | Vamlingbo, Gotland  |       | 56.993422, 18.249027 | 10097400550001 | Ladda upp en bild av detta fornminne      |
| Fridarve gamla tomt (Vamlingbo 56:1) | Husgrund, förhistorisk/medeltida |              | Vamlingbo, Gotland  |       | 56.971773, 18.283755 | 10097400560001 | Ladda upp en till bild av detta fornminne |
| Vamlingbo 67:2                       | Stensättning                     |              | Vamlingbo, Gotland  |       | 56.929475, 18.234396 | 10097400670002 | Ladda upp en bild av detta fornminne      |
| Vamlingbo 69:1                       | Stensättning                     |              | Vamlingbo, Gotland  |       | 56.926831, 18.236908 | 10097400690001 | Ladda upp en bild av detta fornminne      |
| Vamlingbo 94:1                       | Grav markerad av sten/block      |              | Vamlingbo, Gotland  |       | 56.973094, 18.282555 | 10097400940001 | Ladda upp en bild av detta fornminne      |
| Vamlingbo 95:2                       | Stensättning                     |              | Vamlingbo, Gotland  |       | 56.975180, 18.280468 | 10097400950002 | Ladda upp en bild av detta fornminne      |
| Vamlingbo 95:3                       | Stensättning                     |              | Vamlingbo, Gotland  |       | 56.975068, 18.280569 | 10097400950003 | Ladda upp en bild av detta fornminne      |
| Vamlingbo 95:4                       | Stensättning                     |              | Vamlingbo, Gotland  |       | 56.974736, 18.281016 | 10097400950004 | Ladda upp en bild av detta fornminne      |
| Vamlingbo 96:1                       | Hällristning                     |              | Vamlingbo, Gotland  |       | 56.934314, 18.293233 | 11100000001406 | Ladda upp en bild av detta fornminne      |
| Vamlingbo 96:2                       | Hällristning                     |              | Vamlingbo, Gotland  |       | 56.934413, 18.293096 | 11100000001407 | Ladda upp en bild av detta fornminne      |
| Vamlingbo 96:3                       | Hällristning                     |              | Vamlingbo, Gotland  |       | 56.934404, 18.292937 | 11100000001408 | Ladda upp en bild av detta fornminne      |
| Vamlingbo 97:2                       | Husgrund, förhistorisk/medeltida |              | Vamlingbo, Gotland  |       | 56.976202, 18.266173 | 10097400970002 | Ladda upp en bild av detta fornminne      |
| Vamlingbo 102:2                      | Stensättning                     |              | Vamlingbo, Gotland  |       | 57.011590, 18.256097 | 10097401020002 | Ladda upp en bild av detta fornminne      |
| Vamlingbo 103:1                      | Stensättning                     |              | Vamlingbo, Gotland  |       | 57.010831, 18.257306 | 10097401030001 | Ladda upp en bild av detta fornminne      |
| Vamlingbo 103:2                      | Stensättning                     |              | Vamlingbo, Gotland  |       | 57.010752, 18.257372 | 10097401030002 | Ladda upp en bild av detta fornminne      |
| Vamlingbo 104:2                      | Stensättning                     |              | Vamlingbo, Gotland  |       | 57.010280, 18.257158 | 10097401040002 | Ladda upp en bild av detta fornminne      |
| Vamlingbo 105:2                      | Hög                              |              | Vamlingbo, Gotland  |       | 57.005206, 18.249866 | 10097401050002 | Ladda upp en bild av detta fornminne      |
| Vamlingbo 110:1                      | Hällristning                     |              | Vamlingbo, Gotland  |       | 57.002139, 18.206013 | 10097401100001 | Ladda upp en bild av detta fornminne      |
| Vamlingbo 112:1                      | Hällristning                     |              | Vamlingbo, Gotland  |       | 57.003670, 18.208355 | 10097401120001 | Ladda upp en bild av detta fornminne      |
| Vamlingbo 113:1                      | Stensättning                     |              | Vamlingbo, Gotland  |       | 57.012003, 18.203803 | 10097401130001 | Ladda upp en bild av detta fornminne      |
| Vamlingbo 114:1                      | Hällristning                     |              | Vamlingbo, Gotland  |       | 57.010243, 18.204255 | 10097401140001 | Ladda upp en bild av detta fornminne      |
| Vamlingbo 115:2                      | Stensättning                     |              | Vamlingbo, Gotland  |       | 57.019975, 18.208072 | 10097401150002 | Ladda upp en bild av detta fornminne      |
| Vamlingbo 116:1                      | Hällristning                     |              | Vamlingbo, Gotland  |       | 57.020119, 18.203363 | 10097401160001 | Ladda upp en bild av detta fornminne      |
| Vamlingbo 116:2                      | Hällristning                     |              | Vamlingbo, Gotland  |       | 57.020002, 18.203067 | 11100000001409 | Ladda upp en bild av detta fornminne      |
| Nybro skans (Vamlingbo 119:1)        | Fästning/skans                   |              | Vamlingbo, Gotland  |       | 57.030442, 18.218806 | 10097401190001 | Ladda upp en bild av detta fornminne      |
| Vamlingbo 123:2                      | Grav markerad av sten/block      |              | Vamlingbo, Gotland  |       | 56.992826, 18.201877 | 10097401230002 | Ladda upp en bild av detta fornminne      |
| Vamlingbo 123:3                      | Stenkammargrav                   |              | Vamlingbo, Gotland  |       | 56.992748, 18.201866 | 10097401230003 | Ladda upp en bild av detta fornminne      |
| Vamlingbo 124:2                      | Hällristning                     |              | Vamlingbo, Gotland  |       | 56.991830, 18.246643 | 11100000001410 | Ladda upp en bild av detta fornminne      |
| Vamlingbo 124:3                      | Hällristning                     |              | Vamlingbo, Gotland  |       | 56.991878, 18.246820 | 11100000001446 | Ladda upp en bild av detta fornminne      |
| Vamlingbo 125:1                      | Hällristning                     |              | Vamlingbo, Gotland  |       | 56.985082, 18.201818 | 10097401250001 | Ladda upp en bild av detta fornminne      |
| Vamlingbo 127:1                      | Husgrund, förhistorisk/medeltida |              | Vamlingbo, Gotland  |       | 56.993646, 18.211877 | 10097401270001 | Ladda upp en bild av detta fornminne      |
| Vamlingbo 129:1                      | Röse                             |              | Vamlingbo, Gotland  |       | 56.991135, 18.208508 | 10097401290001 | Ladda upp en bild av detta fornminne      |
| Vamlingbo 136:1                      | Hällristning                     |              | Vamlingbo, Gotland  |       | 56.984434, 18.202198 | 10097401360001 | Ladda upp en bild av detta fornminne      |
| Vamlingbo 142:1                      | Stensättning                     |              | Vamlingbo, Gotland  |       | 56.976107, 18.200627 | 10097401420001 | Ladda upp en bild av detta fornminne      |
| Vamlingbo 142:2                      | Grav markerad av sten/block      |              | Vamlingbo, Gotland  |       | 56.976031, 18.200322 | 10097401420002 | Ladda upp en bild av detta fornminne      |
| Vamlingbo 142:3                      | Stensättning                     |              | Vamlingbo, Gotland  |       | 56.976078, 18.200865 | 10097401420003 | Ladda upp en bild av detta fornminne      |
| Vamlingbo 142:4                      | Stensättning                     |              | Vamlingbo, Gotland  |       | 56.976085, 18.200489 | 10097401420004 | Ladda upp en bild av detta fornminne      |
| Vamlingbo 147:2                      | Stensättning                     |              | Vamlingbo, Gotland  |       | 56.954161, 18.177736 | 10097401470002 | Ladda upp en bild av detta fornminne      |
| Vamlingbo 150:1                      | Hällristning                     |              | Vamlingbo, Gotland  |       | 56.968830, 18.178105 | 10097401500001 | Ladda upp en bild av detta fornminne      |
| Vamlingbo 150:2                      | Hällristning                     |              | Vamlingbo, Gotland  |       | 56.968658, 18.178077 | 11100000001447 | Ladda upp en bild av detta fornminne      |
| Vamlingbo 150:3                      | Hällristning                     |              | Vamlingbo, Gotland  |       | 56.968494, 18.178067 | 11100000001448 | Ladda upp en bild av detta fornminne      |
| Vamlingbo 150:4                      | Hällristning                     |              | Vamlingbo, Gotland  |       | 56.968285, 18.177608 | 11100000001449 | Ladda upp en bild av detta fornminne      |
| Vamlingbo 150:5                      | Hällristning                     |              | Vamlingbo, Gotland  |       | 56.968240, 18.177532 | 11100000001450 | Ladda upp en bild av detta fornminne      |
| Vamlingbo 150:6                      | Hällristning                     |              | Vamlingbo, Gotland  |       | 56.968006, 18.177753 | 11100000001451 | Ladda upp en bild av detta fornminne      |
| Vamlingbo 150:7                      | Hällristning                     |              | Vamlingbo, Gotland  |       | 56.967815, 18.177098 | 11100000001452 | Ladda upp en bild av detta fornminne      |
| Vamlingbo 151:1                      | Hällristning                     |              | Vamlingbo, Gotland  |       | 56.977030, 18.186839 | 10097401510001 | Ladda upp en bild av detta fornminne      |
| Vamlingbo 180:2                      | Stensättning                     |              | Vamlingbo, Gotland  |       | 56.936865, 18.288315 | 10097401800002 | Ladda upp en bild av detta fornminne      |
| Vamlingbo 182:1                      | Stensättning                     |              | Vamlingbo, Gotland  |       | 56.946736, 18.176810 | 10097401820001 | Ladda upp en bild av detta fornminne      |
| Vamlingbo 183:1                      | Stensättning                     |              | Vamlingbo, Gotland  |       | 56.941136, 18.205096 | 10097401830001 | Ladda upp en bild av detta fornminne      |
| Vamlingbo 184:2                      | Stensättning                     |              | Vamlingbo, Gotland  |       | 56.950472, 18.223996 | 10097401840002 | Ladda upp en bild av detta fornminne      |
| Vamlingbo 186:2                      | Grav markerad av sten/block      |              | Vamlingbo, Gotland  |       | 56.997848, 18.209156 | 10097401860002 | Ladda upp en bild av detta fornminne      |
| Vamlingbo 193:1                      | Hällristning                     |              | Vamlingbo, Gotland  |       | 56.976084, 18.188617 | 11100000001454 | Ladda upp en bild av detta fornminne      |